# DDR-Skimeisterschaften 1978
Die 30. DDR-Skimeisterschaften fanden vom 4. bis 7. Februar 1978 im thüringischen Schmiedefeld statt. In neun Entscheidungen der Nordischen Skidisziplinen Langlauf, Skispringen und Nordische Kombination hatten 170 Starter gemeldet. Die Skilanglaufwettbewerbe in den damals sogenannten Marathondistanzen über 20 km bei den Frauen und 50 km bei den Männern hatten schon am 23. Dezember 1977 im sächsischen Zinnwald stattgefunden, wurden aber als DDR-Meisterschaften gewertet.

## Langlauf

### Männer

#### 15 km
Nachdem Gert-Dietmar Klause in der Entscheidung über 30 km noch den 6. Platz belegte, gewann er diesmal die halb so lange Distanz. Er verwies dabei seinen Klubkamerad Alf-Gerd Deckert auf den zweiten Platz. Mit Hartmut Freyer aus Oberwiesenthal und dem dritten Klingenthaler Jürgen Wolf kamen auf den ersten 4 Plätzen nur sächsische Langläufer ein.
Datum: Montag, 6. Februar 1978
| Platz | Sportler            | Mannschaft                | Zeit (h) |
| ----- | ------------------- | ------------------------- | -------- |
| 1     | Gert-Dietmar Klause | SC Dynamo Klingenthal     | 45:11,31 |
| 2     | Alf-Gerd Deckert    | SC Dynamo Klingenthal     | 45:15,78 |
| 3     | Hartmut Freyer      | SC Traktor Oberwiesenthal | 45:29,06 |
| 4     | Jürgen Wolf         | SC Dynamo Klingenthal     | 45:30,78 |
| 5     | Peter Anders        | ASK Oberhof               | 45:38,33 |
| 6     | Arnd Krause         | ASK Oberhof               | 45:01,68 |

#### 30 km
Nachdem der Oberwiesenthaler Hartmut Freyer kurz vor Weihnachten bereits die 50 km für sich entscheiden hatte, gewann er auch die zweite Langstrecke. Mitfavorit Gert-Dietmar Klause hatte gerade einen leichten Grippeinfekt überwunden und kam auf dem 6. Platz ein.
Datum: Sonnabend, 4. Februar 1978
| Platz | Sportler            | Mannschaft                | Zeit (h) |
| ----- | ------------------- | ------------------------- | -------- |
| 1     | Hartmut Freyer      | SC Traktor Oberwiesenthal | 1:24:07  |
| 2     | Jürgen Wolf         | SC Dynamo Klingenthal     | 1:24:34  |
| 3     | Arnd Krause         | ASK Oberhof               | 1:24:49  |
| 4     | Alf-Gerd Deckert    | SC Dynamo Klingenthal     | 1:25:13  |
| 5     | Peter Anders        | ASK Oberhof               | 1:25:44  |
| 6     | Gert-Dietmar Klause | SC Dynamo Klingenthal     | 1:26:23  |

#### 50 km
Bei den auch als Einzelveranstung geführten 30. DDR-Skimarathonmeisterschaften gewann nach 22 Jahren erstmals wieder ein Oberwiesenthaler Athlet. Hartmut Freyer gewann m Ende souverän mit 49 Sekunden Vorsprung.
Datum: 23. Dezember 1977
| Platz | Sportler            | Mannschaft                | Zeit (h) |
| ----- | ------------------- | ------------------------- | -------- |
| 1     | Hartmut Freyer      | SC Traktor Oberwiesenthal | 2:52:05  |
| 2     | Jürgen Wolf         | SC Dynamo Klingenthal     | 2:52:54  |
| 3     | Gerd Heßler         | SC Dynamo Klingenthal     | 2:58:46  |
| 4     | Gert-Dietmar Klause | SC Dynamo Klingenthal     | 2:59:08  |

#### 4 × 10-km-Staffel
In der Staffelentscheidung konnte sich die favorisierte Staffel des SC Dynamo Klingenthal um Gert-Dietmar Klause souverän durchsetzen, und dies trotz eines Missgeschicks. Schlussläufer Klause wurde zu spät zum Wechsel gerufen und so musste Jürgen Wolf 35 Sekunden auf seine Ablösung warten. Dennoch gewann die Staffel mit zweieinhalb Minuten Vorsprung.
Datum: Dienstag, 7. Februar 1978
| Platz | Mannschaft            | Sportler                                                     | Zeit (h)   |
| ----- | --------------------- | ------------------------------------------------------------ | ---------- |
| 1     | SC Dynamo Klingenthal | Gerd Heßler Alf-Gerd Deckert Jürgen Wolf Gert-Dietmar Klause | 1:53:34,06 |
| 2     | ASK Oberhof           | Arnd Krause Peter Anders Recknagel Karl-Heinz Wolf           | 1:56:03,07 |
| 3     | SC Motor Zella-Mehlis | Holger Bauroth Grüber Kautz Schlott                          | 1:56:16,97 |

### Frauen

#### 5 km
Ließ ihr Triumph über die 10-km-Distanz schon aufhorchen, war der Sieg im Sprint schon eine große Überraschung. In Anwesenheit der nun auch an den Start gegangenen Spitzenathletinnen wie Barbara Petzold, die über 10 km noch fehlten, konnte Christel Meinel ihren zweiten DDR-Meistertitel holen. Hinter ihr kam die Juniorenweltmeisterin Birgit Schreiber aus Oberwiesenthal ins Ziel. Dramatisch war die Entscheidung um die Bronzemedaille. Im Endspurt hatte die Vorjahresmeisterin Veronika Schmidt mit 63 Hundertstel Vorsprung vor Sigrun Filbrich-Krause das bessere Ende für sich.
Datum: Montag, 6. Februar 1978
| Platz | Sportler         | Mannschaft                | Zeit (h) |
| ----- | ---------------- | ------------------------- | -------- |
| 1     | Christel Meinel  | SC Dynamo Klingenthal     | 19:25,73 |
| 2     | Birgit Schreiber | SC Traktor Oberwiesenthal | 19:35,88 |
| 3     | Veronika Schmidt | SC Motor Zella-Mehlis     | 19:42,85 |
| 4     | Sigrun Krause    | ASK Oberhof               | 19:43,48 |
| 5     | Marlies Rostock  | SC Dynamo Klingenthal     | 19:52,65 |
| 6     | Monika Heßler    | SC Dynamo Klingenthal     | 19:54,84 |
| 7     | Marion Büchner   | SC Motor Zella-Mehlis     | 20:17,49 |
| 8     | Barbara Petzold  | SC Traktor Oberwiesenthal | 20:26,85 |

#### 10 km
In einem Starterfeld von nur 21 Athletinnen konnte sich die Klingenthalerin Christel Meinel durchsetzen. Spitzenläuferinnen wie Barbara Petzold, Veronika Schmidt oder Ute Nestler waren auf ärztliches Anraten hin wegen schwerer Erkältungen dem Wettbewerb ferngeblieben. Dennoch galt eher Sigrun Filbrich-Krause als Favoritin, die sich aber von der erst 20-jährigen Christel Meinel schlagen lassen musste.
Datum: Sonnabend, 4. Februar 1978
| Platz | Sportler               | Mannschaft            | Zeit (h) |
| ----- | ---------------------- | --------------------- | -------- |
| 1     | Christel Meinel        | SC Dynamo Klingenthal | 39:46    |
| 2     | Sigrun Filbrich-Krause | ASK Oberhof           | 40:03    |
| 3     | Marlies Rostock        | SC Dynamo Klingenthal | 40:17    |
| 4     | Monika Heßler          | SC Dynamo Klingenthal | 40:22    |
| 5     | Marion Büchner         | SC Motor Zella-Mehlis | 41:22    |
| 6     | Schramm                | SC Motor Zella-Mehlis | 41:37    |

#### 20 km
Anders als bei den Männern war die Marathon-Entscheidung längst nicht so eindeutig. Am Ende gewann die Oberwiesenthalerin Barbara Petzold das mit Spannung erwartete Duell gegen Monika Debertshäuser-Heßler mit 9 Sekunden Vorsprung. Elvira Pechmann gewann ihre erste Meisterschaftsmedaille überhaupt.
Datum: 23. Dezember 1978
| Platz | Sportler        | Mannschaft                | Zeit (h) |
| ----- | --------------- | ------------------------- | -------- |
| 1     | Barbara Petzold | SC Traktor Oberwiesenthal | 1:08:29  |
| 2     | Monika Heßler   | SC Dynamo Klingenthal     | 1:08:38  |
| 3     | Elvira Pechmann | SC Dynamo Klingenthal     | 1:09:08  |

#### 4 × 5-km-Staffel
Durch die Einzelleistungen von Christel Meinel erhoffte sich der SC Dynamo Klingenthal auch in der Staffel, erstmals seit 1971 wieder zu gewinnen. Und Meinel war von allen Athletinnen auch wieder die Zeitschnellste. Dennoch rettete die Staffel von SC Traktor Oberwiesenthal um Barbara Petzold im Endspurt durch ihre Schlussläuferin Ute Nestler einen Vorsprung von 1,5 Sekunden ins Ziel.
Datum: Dienstag, 7. Februar 1978
| Platz | Mannschaft                | Sportler                                                    | Zeit (h)   |
| ----- | ------------------------- | ----------------------------------------------------------- | ---------- |
| 1     | SC Traktor Oberwiesenthal | Bellmann Birgit Schreiber Barbara Petzold Ute Nestler       | 1:20:12,81 |
| 2     | SC Dynamo Klingenthal     | Marlies Rostock Christel Meinel Sigrun Opitz Martina Scharf | 1:20:14,09 |
| 3     | SC Motor Zella-Mehlis     | Schramm Marion Büchner Sylvia Thesenvitz Veronika Schmidt   | 1:21:23,29 |

## Nordische Kombination
Im Starterfeld von 14 Kombinierern konnte sich einmal mehr Ulrich Wehling durchsetzen. Allerdings machte es der Juniorenweltmeister von 1977, der für den SC Dynamo Klingenthal startende Gunter Schmieder, dem Doppelolympiasieger nicht leicht. Mit dreimal Bestweite ging Schmieder nach dem Springen mit 22 Sekunden Vorsprung in den Langlauf. Und nach 10 km hatte Wehling erst 7 Sekunden auf Schmieder gutgemacht. Auf den letzten 2 km lief Wehling allerdings noch soviel Zeit heraus, das er letztlich mit 2,5 Punkten Vorsprung die Meisterschaft für sich entscheiden konnte. Der Olympiabronzemedaillengewinner von Innsbruck 1976, Konrad Winkler, lief noch seiner Form hinterher und belegte einen für ihn enttäuschenden 4. Platz. Wenige Tage später sollte er allerdings Weltmeister werden.
Datum: Sprunglauf Sonnabend, 4. Februar 1978; 15 km Sonntag, 5. Februar 1978
| Platz | Sportler         | Mannschaft                | Punkte  |
| ----- | ---------------- | ------------------------- | ------- |
| 1     | Ulrich Wehling   | SC Traktor Oberwiesenthal | 441,100 |
| 2     | Gunter Schmieder | SC Dynamo Klingenthal     | 438,635 |
| 3     | Werner Leipold   | SC Motor Zella-Mehlis     | 416,535 |
| 4     | Konrad Winkler   | SC Traktor Oberwiesenthal | 409,382 |
| 5     | Andreas Langer   | SC Traktor Oberwiesenthal | 401,784 |
| 5     | Zimmermann       | SC Dynamo Klingenthal     | 397,107 |

## Skispringen

### Normalschanze
Der letzte Wettbewerb der Meisterschaften stand im Zeichen der Mannschaft des SC Motor Zella-Mehlis, die insgesamt 4 Springer unter den ersten Sechs platzieren konnte. Dabei profitierte Vorjahresmeister und erneuter Titelträger Harald Duschek allerdings auch von einem Sturz Jochen Dannebergs im zweiten Durchgang. Matthias Buse sicherte sich hauchdünn mit 0,9 Punkten Vorsprung vor seinem Klubkameraden Henry Glaß die Bronzemedaille. Großschanzensieger Weißpflog hatte mit der Entscheidung nichts zu tun.
Datum: Dienstag, 7. Februar 1978
| Platz | Sportler       | Mannschaft            | Punkte |
| ----- | -------------- | --------------------- | ------ |
| 1     | Harald Duschek | SC Motor Zella-Mehlis | 250,8  |
| 2     | Bernd Eckstein | SC Motor Zella-Mehlis | 248,4  |
| 3     | Matthias Buse  | SC Dynamo Klingenthal | 240,9  |
| 4     | Henry Glaß     | SC Dynamo Klingenthal | 240,0  |
| 5     | Axel Zitzmann  | SC Motor Zella-Mehlis | 233,1  |
| 6     | J. Eckstein    | SC Motor Zella-Mehlis | 230,1  |

### Großschanze
Unter 34 Startern konnte sich der für den SC Traktor Oberwiesenthal startende Falko Weißpflog den DDR-Meistertitel auf der Oberhofer Rennsteigschanze sichern. Allerdings unterschieden sich beide Sprungläufe fundamental. So sprang der zunächst Zweitplatzierte Martin Weber im zweiten Durchgang 19 Meter kürzer und kam nur auf Rang 7 ein. Matthias Buse rettete sich noch auf den Bronzeplatz, nachdem er als Führender mit Tagesbestweite von 114 Metern im zweiten Durchgang 13,5 Meter kürzer sprang. Somit reichten zwei Sprünge von jeweils 110 Metern für den Meistertitel von Weißpflog. Jochen Danneberg kam durch eine Leistungssteigerung noch auf den zweiten Platz.
Datum: Sonntag, 5. Februar 1978
| Platz | Sportler         | Mannschaft                | Punkte |
| ----- | ---------------- | ------------------------- | ------ |
| 1     | Falko Weißpflog  | SC Traktor Oberwiesenthal | 250,0  |
| 2     | Jochen Danneberg | ASK Oberhof               | 245,4  |
| 3     | Matthias Buse    | SC Dynamo Klingenthal     | 244,3  |
| 4     | Henry Glaß       | SC Dynamo Klingenthal     | 239,8  |
| 5     | Bernd Eckstein   | SC Motor Zella-Mehlis     | 237,2  |
| 6     | Harald Duschek   | SC Motor Zella-Mehlis     | 234,5  |

## Medaillenspiegel
Innerhalb der 4 Wintersportzentren behielten die zwei sächsischen Klubs klar die Oberhand. Sie gewannen zwei Drittel aller Medaillen. Dabei konnte der SC Traktor Oberwiesenthal in allen nordischen Skidisziplinen Siege feiern. Der ASK Oberhof blieb hinter seinen Erwartungen zurück, hatte aber auch noch andere Wintersportschwerpunkte wie BOB, Rennschlitten oder Biathlon.
| Medaillenspiegel (nach allen 11 Wettbewerben) | Medaillenspiegel (nach allen 11 Wettbewerben) | Medaillenspiegel (nach allen 11 Wettbewerben) | Medaillenspiegel (nach allen 11 Wettbewerben) | Medaillenspiegel (nach allen 11 Wettbewerben) | Medaillenspiegel (nach allen 11 Wettbewerben) |
| Platz                                         | Mannschaft                                    | Gold                                          | Silber                                        | Bronze                                        | Gesamt                                        |
| --------------------------------------------- | --------------------------------------------- | --------------------------------------------- | --------------------------------------------- | --------------------------------------------- | --------------------------------------------- |
| 1                                             | SC Traktor Oberwiesenthal                     | 6                                             | 1                                             | 1                                             | 8                                             |
| 2                                             | SC Dynamo Klingenthal                         | 4                                             | 6                                             | 5                                             | 15                                            |
| 3                                             | SC Motor Zella-Mehlis                         | 1                                             | 1                                             | 4                                             | 6                                             |
| 4                                             | ASK Oberhof                                   | 0                                             | 3                                             | 1                                             | 4                                             |

## WM-Aufgebot
Im Anschluss an die Meisterschaften wurde das Mannschaftsaufgebot für die Nordischen Skiweltmeisterschaften in Lahti bekanntgegeben. Die DDR-Mannschaft gewann 7 Medaillen, dreimal Gold dreimal Silber und zweimal Bronze.
Spezialsprunglauf
- Jochen Danneberg (ASK Vorwärts Oberhof)
- Martin Weber (ASK Vorwärts Oberhof)
- Henry Glaß (SC Dynamo Klingenthal)
- Matthias Buse (SC Dynamo Klingenthal)
- Falko Weißpflog (SC Traktor Oberwiesenthal)
- Harald Duschek (SC Motor Zella-Mehlis)

Nordische Kombination
- Ulrich Wehling (SC Traktor Oberwiesenthal)
- Konrad Winkler (SC Traktor Oberwiesenthal)
- Andreas Langer (SC Traktor Oberwiesenthal)
- Gunter Schmieder (SC Dynamo Klingenthal)

Langlauf
| Männer - Alf-Gerd Deckert (SC Dynamo Klingenthal) - Jürgen Wolf (SC Dynamo Klingenthal) - Gert-Dietmar Klause (SC Dynamo Klingenthal) - Peter Anders (ASK Vorwärts Oberhof) - Arnd Krause (ASK Vorwärts Oberhof) - Hartmut Freyer (SC Traktor Oberwiesenthal) | Frauen - Barbara Petzold (SC Traktor Oberwiesenthal) - Birgit Schreiber (SC Traktor Oberwiesenthal) - Veronika Schmidt (SC Motor Zella-Mehlis) - Sigrun Filbrich-Krause (ASK Vorwärts Oberhof) - Christel Meinel (SC Dynamo Klingenthal) - Marlies Rostock (SC Dynamo Klingenthal) |